# Anna Throne-Holst
Anna Throne-Holst, född 1960 i Norge, är en svensk-amerikansk politiker och entreprenör. Sedan 2017 är hon vd för Svensk-amerikanska handelskammaren i New York.

## Biografi
Anna Throne-Holsts mor är amerikan och hennes far svensk. Hennes familj grundade och ägde Marabou. Hon föddes i Norge men växte upp i Stockholm. Hon flyttade sedan till USA i slutet av 70-talet för att studera på college och har efter det varit bosatt permanent i USA. Hon har en examen i företagsekonomi och internationella relationer från American University vilket hon senare i livet byggde på med en masterexamen från 2004 i offentlig förvaltning och internationella relationer vid Columbia University.
År 1996 grundade Anna Throne-Holst Hayground School i Bridgehampton, New York. Mellan 1999 och 2004 var hon vd för Bridgehampton Child Care and Recreation Center. Efter att under en kort period ha arbetat för FN började hon istället engagera sig i lokalpolitik. Throne-Holsts politiska karriär tog fart 2007 och år 2010 blev hon borgmästare i Southampton på Long Island. Hon kandiderade till kongressen för Demokraterna i det amerikanska valet 2016. Efter valförlusten utsågs hon 2017 till vd för Svensk-amerikanska handelskammaren i New York.
Throne-Holst är engagerad i socialt entreprenörskap och driver projektet Gateway, som arbetar för svenska företag som är verksamma eller på väg in på den amerikanska marknaden.
Hon var sommarvärd för Sommar i P1 2018.
Throne-Holst har varit gift och har tre biologiska söner och en fosterdotter.